# Vicente Rojo Almazán
Vicente Rojo Almazán (Barcelona, Cataluña, España, 15 de marzo de 1932-Ciudad de México, México, 17 de marzo de 2021), conocido como Vicente Rojo, fue un artista plástico, diseñador y editor mexicano de origen español y fallecido en México, perteneciente a la llamada Generación de la Ruptura.
Es considerado como uno de los artistas más influyentes de la segunda mitad del siglo XX en México y cuya actividad contribuyó a la construcción de la moderna identidad cultural de ese país.

## Biografía
Vicente Rojo nació en Barcelona el 15 de marzo de 1932, siendo el más pequeño de tres hijos y una hija. Su padre, Francisco Rojo, era un ingeniero republicano comunista que se refugió en Francia al terminar la Guerra Civil, para posteriormente lograr el estatus de refugiado político en México, gracias a la política implementada por el entonces presidente Lázaro Cárdenas del Río.
En un principio el padre partió solo, pero al terminar la Segunda Guerra Mundial, en 1947, hizo venir a México a su familia, empezando por sus dos hijos mayores para luego, en 1949, hacer lo propio con su esposa Teresa y con Vicente, quien llegó a México sin pasaporte; la hija permaneció toda su vida en la España franquista.
Durante el periodo en que Vicente no vio a su padre, su madre se encargó de mantener viva la imagen del patriarca. A pesar de ello, el reencuentro fue un episodio intenso para Vicente que le ayudó a desarrollar su capacidad creativa.
Es sobrino del general Vicente Rojo Lluch, el más acreditado jefe de las tropas de la Segunda República Española que se opusieron al golpe de Estado protagonizado por el general Francisco Franco.

## Estudios
Antes de partir a México, hizo sus primeros estudios de dibujo, cerámica y escultura en 1946, en la Escuela Elemental del Trabajo.
Ya en su nuevo país, aprendió tipografía y diseño con Miguel Prieto, su jefe en la oficina de ediciones del Instituto Nacional de Bellas Artes. A la par, y con el apoyo de Prieto, ingresó a la Escuela Nacional de Pintura, Escultura y Grabado "La Esmeralda" para aprender pintura. En "La Esmeralda" estuvo bajo la tutela de Agustín Lazo y Raúl Anguiano pero al poco tiempo la abandonó pues "la escuela me había asustado mucho en Barcelona, y aunque no era lo mismo, sentía cierto rechazo al colegio. Estuve nada más seis meses y luego me fui a una academia particular que tenía Arturo Souto, allí comencé a pintar y a aprender a través de pláticas con él, que, como Prieto, era otro pintor español del exilio".

## Trayectoria
Miembro de la llamada Generación de la Ruptura, Vicente Rojo fue una figura importante y destacada dentro de las artes de México. Su obra y la diversidad de proyectos y disciplinas que cultivó lo convirtieron en uno de los artistas más respetados del país, considerándose como uno de los personaje más influyentes en la construcción de la cultura mexicana de la segunda mital del siglo XX en México.
Dentro de las artes plásticas, se le consideró uno de los artistas más importantes del abstraccionismo en México, mientras que en el campo del diseño y la edición, su participación en instituciones y proyectos literarios lo convirtieron en un destacado motor de las letras latinoamericanas.
Expuso en numerosas ocasiones en México y en el extranjero, a partir de 1958.

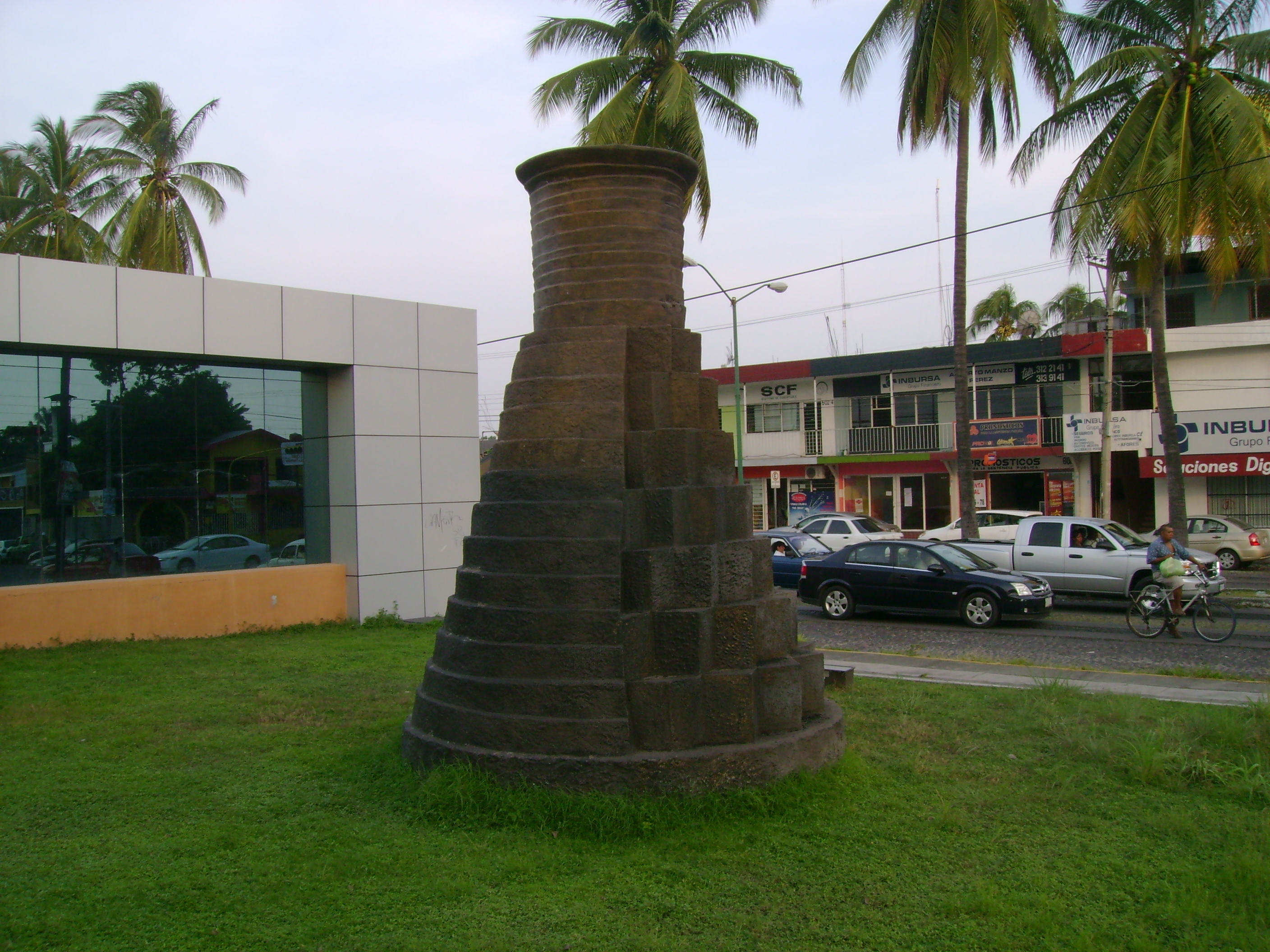
Volcán, de Vicente Rojo, en la ciudad de Colima.

### Trabajo editorial y diseño
En los años 50, Rojo comenzó su larga carrera en el mundo editorial y en el campo del diseño al trabajar en la oficina de ediciones del Instituto Nacional de Bellas Artes (INBA) donde fue asistente del tipógrafo Miguel Prieto, jefe del área. Posteriormente, participó en proyectos como la revista Artes de México (1953-1963), de la que fue cofundador, director artístico y diseñador del logo; en la Revista de Bellas Artes (1965); «México en la Cultura» (1956-1961), suplemento del diario Novedades dirigido por Fernando Benítez, del que Rojo fue director artístico y luego también editor. Asimismo, colaboró con la Revista de la Universidad de México, de la Universidad Nacional Autónoma de México y en el suplemento «La cultura en México» (1962-1974) de la revista Siempre!
Otros proyectos en los que participó son: La Gaceta del Fondo de Cultura Económica, las revistas Nuevo Cine y Diálogos; Artes Visuales del Museo de Arte Moderno; y Plural (1971), la cual diseñó en colaboración con el artista argentino-japonés Kazuya Sakai. Rojo fue también el responsable de la maqueta del diario La Jornada. Rojo fue reconocido como una figura fundamental de la literatura latinoamericana al ser el responsable de portadas famosas de libros como Cien años de soledad (Editorial Sudamericana, Argentina, 1967) de Gabriel García Márquez.
En 2018, el propio Rojo calculaba haber realizado alrededor de 700 portadas para Era, y cerca de 200 más para otros proyectos editoriales.

#### ERA
En 1960, Rojo fundó Editorial ERA, al lado de José Azorín y los hermanos Neus, Jordi y Quico Espresate, formando parte del consejo editorial y convirtiéndose en su director de arte.

#### Los Tepetatles
En 1965, Rojo, junto con el artista José Luis Cuevas, otro representante de la Generación de la Ruptura, fueron invitados por el actor y cineasta Alfonso Arau para participar en la imagen del grupo de rock satírico Los Tepetlates. El proyecto, que tuvo una vida corta, incluyó también al escritor Carlos Monsiváis, quien se encargó de escribir las letras de las canciones. El único álbum que publicaron, que incluye la obra de Rojo y Cuevas, se convirtió en objeto de colección.

## Obra
Aunque su primera exposición incluyó obras figurativas, Rojo era reconocido como un representante de la abstracción.
Me di cuenta de que lo que me interesaba de esa [primera] exposición no era la figuración sino que había logrado unir textura, geometrización de las figuras y color. Entonces decidí abandonar la figura y comenzar a suavizar o hacer más íntima la geometrización de las figuras, y más sutil el color.
De esos primeros trabajos abstractos, destaca Geometrías en el cual recurre al uso de pedazos de caucho y esferas de goma, con una ausencia casi total de pintura.
Una característica importante del trabajo de Rojo es su producción a partir series, la primera de las cuales llevó por título "Señales" y que produjo entre 1964-1965. Poco tiempo después, en 1970, comenzó "Negaciones" una de sus más famosas, y la cual gira en torno a la letra T.
Otras obras de Vicente Rojo:
- País de Volcanes, es la fuente central de Plaza Juárez en el centro histórico de la Ciudad de México (2003)[15]
- Pergola Ixca Cienfuegos, escultura homenaje al escritor Carlos Fuentes ubicada en la colonia Polanco (2008)
- Versión celeste, vitral en el patio central del edificio del Nacional Monte de Piedad, en el centro histórico de la Ciudad de México (2019)[16][17]
- Jardín Urbano, mural en el exterior del Museo Kaluz (2019)[18]

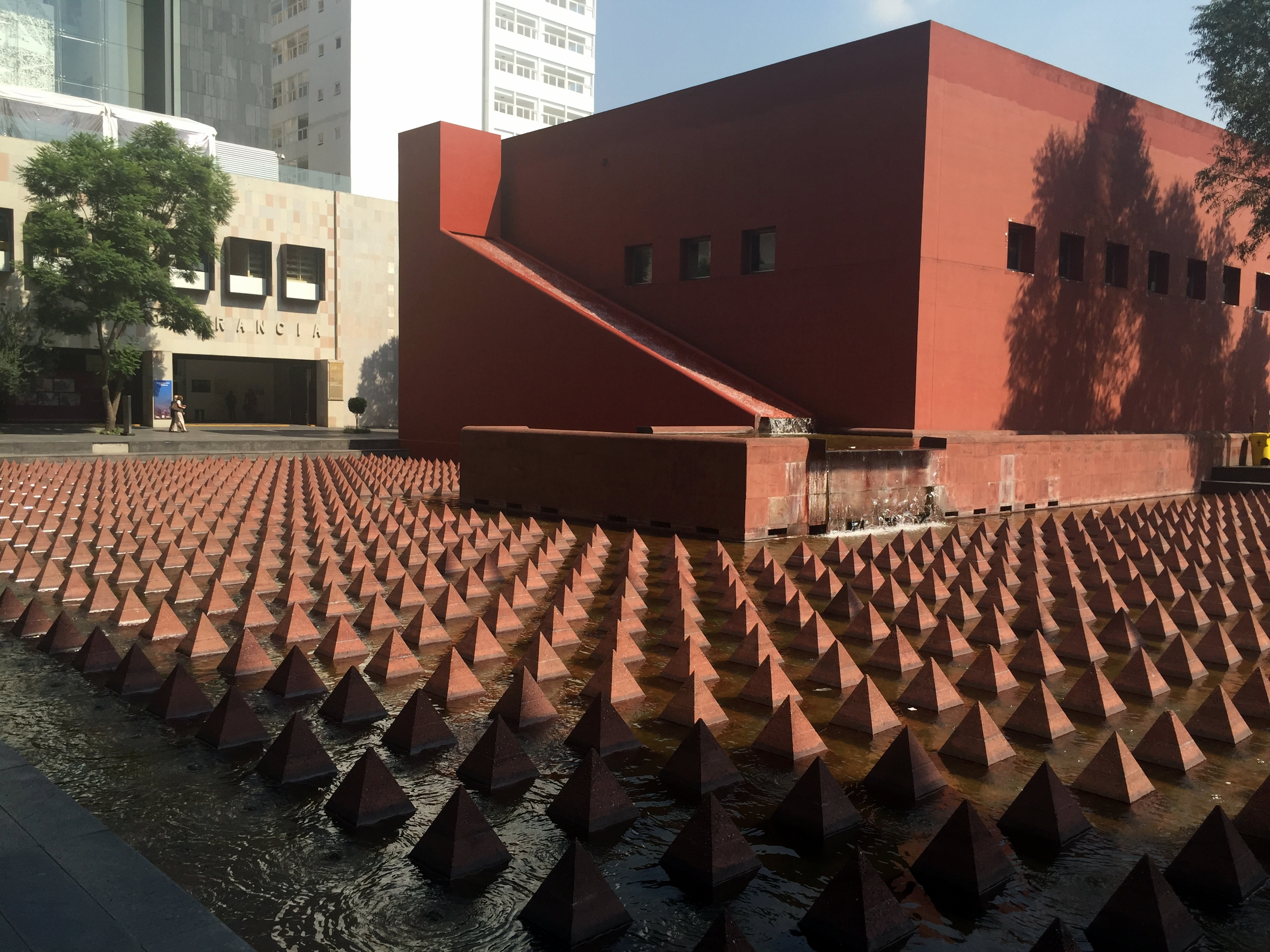
País de los volcanes, fuente en la Plaza Juárez, CDMX, México
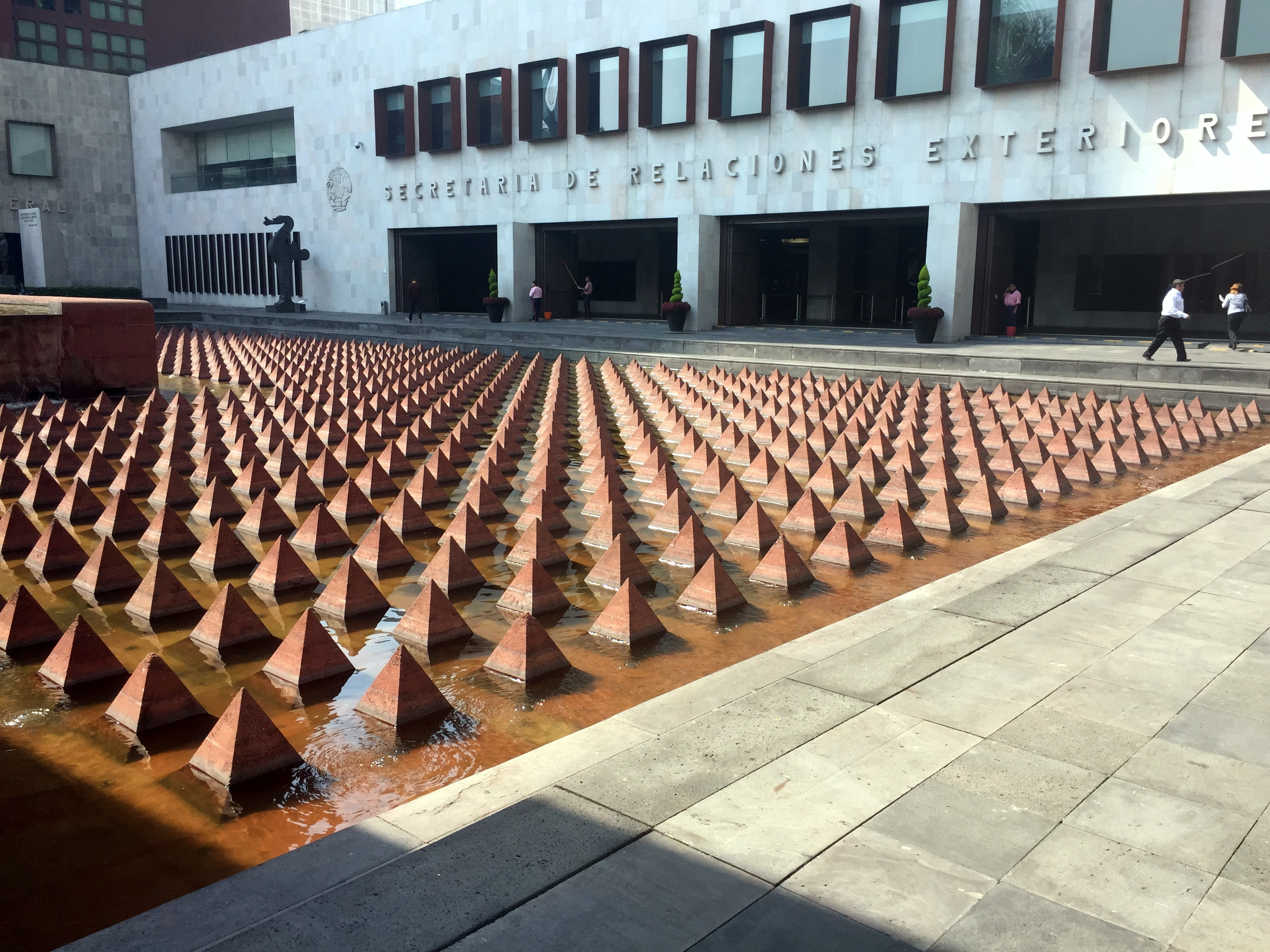
País de los Volcanes, vista a la Secretaría de Relaciones Exteriores de la CDMX, México
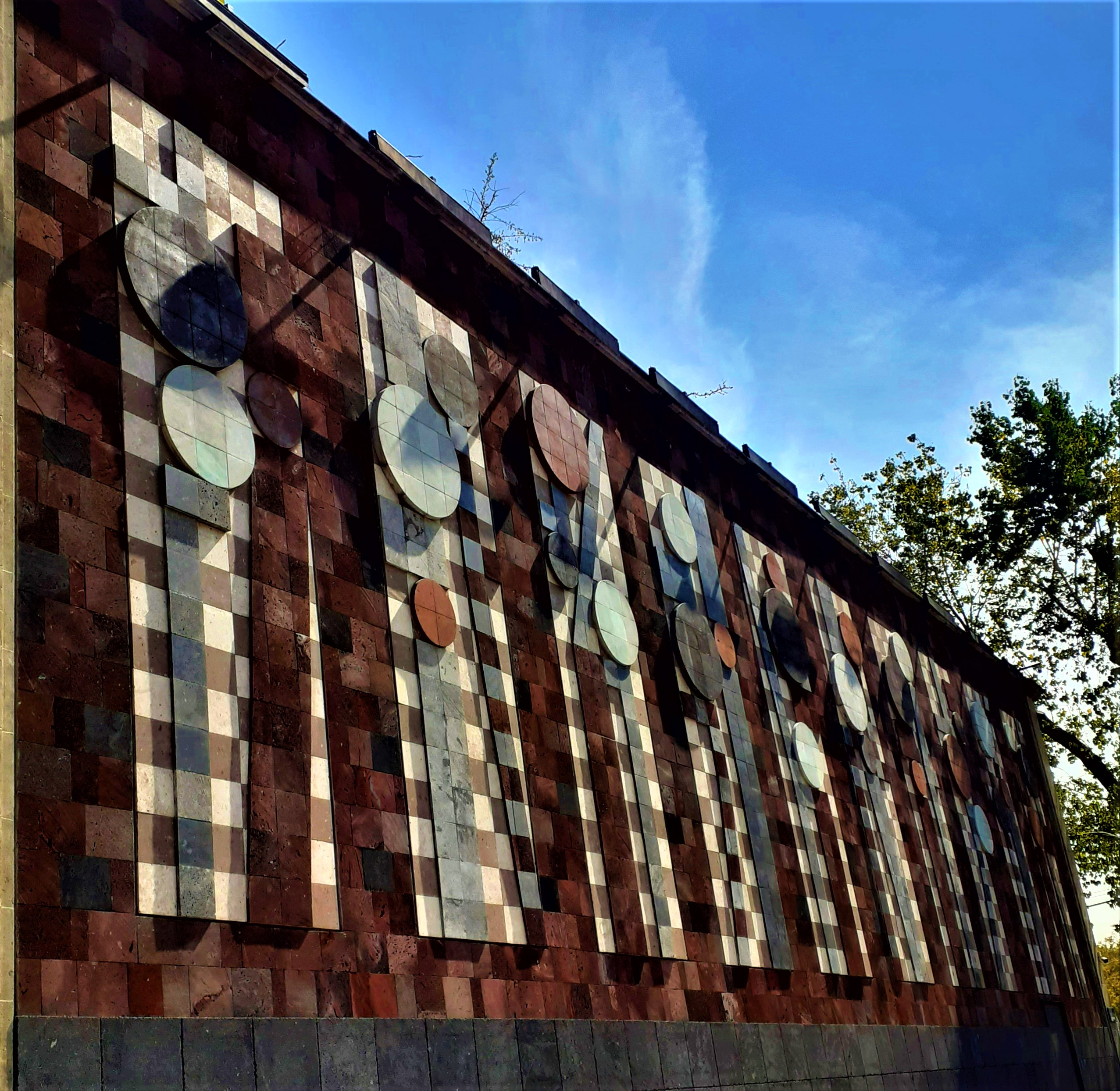
Jardín Urbano, mural de Vicente Rojo en el exterior del Museo Kaluz, Ciudad de México.

## Reconocimientos
En 1991, fue galardonado con el Premio Nacional de Ciencias y Artes, en el área de Bellas Artes y en 1992 la Asociación Internacional Icograda le otorgó el premio de “Excelencia en Diseño Gráfico”.
El 16 de noviembre de 1994, fue elegido miembro de El Colegio Nacional, y su discurso de ingreso fue «Los sueños compartidos», contestado por Manuel Peimbert Sierra.
En 1998, la Universidad Nacional Autónoma de México le otorgó el Doctorado Honoris Causa.